# Cúber (possessió)

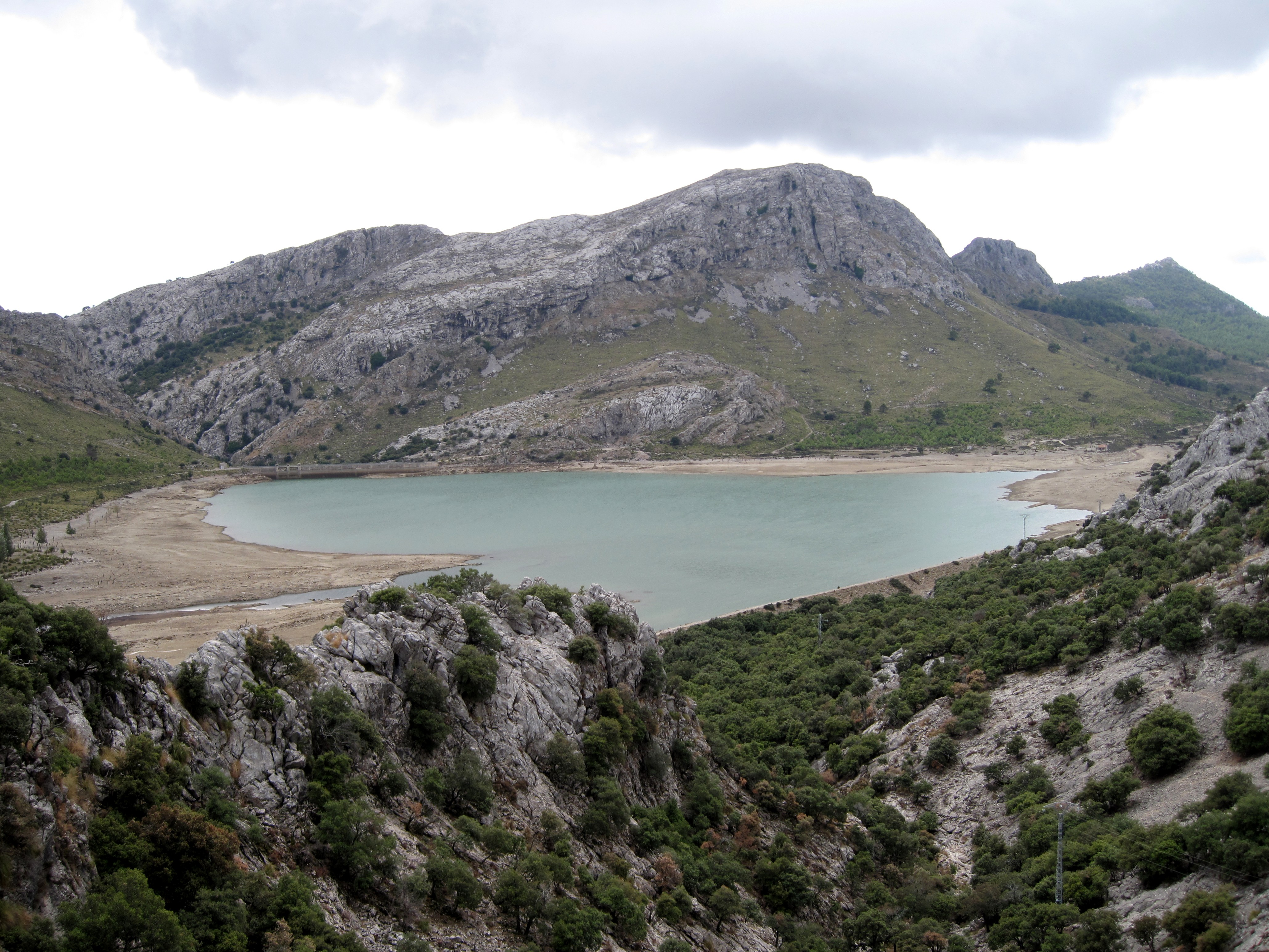
Embassament de Cúber, amb la presa que es veu al davant i la Rateta a l'esquerra, amb na Franquesa i el cim cònic de l'Ofre

Cúber era una possessió situada en el terme municipal d'Escorca que confrontava amb Son Torrella, Binimorat, la Franquesa, Coma-sema i els Tossals Verds.
El 1972 fou anegada per la creació de l'embassament de Cúber, i actualment denomina l'embassament i tota la vall que ocupava.

## El nom
Es documenta inicialment amb les grafies Quelber, Quber, Cuba i Cúber. És probable que formi part de la sèrie d'antics topònims preromans paroxítons acabats en -er (Sóller, Bóquer, Míner, Síller, Sèlver, etc.). Es tractaria d'un mot del substrat balear més antic, vinculat a la llengua o llengües parlades pels membres de la cultura talaiòtica.

## El clima
El clima està determinat per l'altura de la contrada (750 m). Presenta unes mitjanes anuals de 13 °C de temperatura mitjana, 15 °C d'oscil·lació tèrmica i 1360 mm de precipitacions anuals. El vent predominant és el mestral.

## Història
Figura en el Llibre del Repartiment de Mallorca com una alqueria de 8 jovades que pertangué a Berenguer Ferrer. El 1580 pertanyia a Pere Sureda Sanglada, propietari d'Almallutx, possessió limítrof a la qual estava lligada. Aleshores funcionava com una explotació ramadera de muntanya. Tenia cases, i com edifici auxiliar tenia la Caseta d'Almallutx. El 1685 estava valorada en 8.000 lliures. El 1853 pertanyia a Francesc Villalonga Escalades i tenia 533 quarterades.
A la zona del Pla de Cúber (750 m.) s'hi construí, els anys 1970-1971, l'embassament de Cúber, nodrit de les aigües de la conca del pla, que té una superfície de 7,4 km² i de les aportacions, per bombeig, de l'embassament del Gorg Blau. Primer va ser projectat com un centre de producció d'energia hidroelèctrica (1954), però el projecte es reconvertí (1961) cap a un depòsit d'aigua potable.

## Descripció
El nucli central de la possessió era el pla de Cúber, entre les cases i el camí de l'Alzina Grossa. Aquest pla en l'actualitat es troba ocupat per l'embassament. Al nord hi ha la serra de Cúber (de 880 a 979 m); a l'est hi destaca el Morro de Cúber (960 m) i el Puig de la Font (1.071 m); i al sud la tanquen el puig de l'Ofre (1.090 m) i la Rateta (1.107 m). És drenada pel torrent de Binimorat per la Foradada, que acaba connectant amb el torrent d'Almedrà. La Coma de Cúber és situada entre el lloc que ocupaven les cases de la possessió (destruïdes en les obres de l'embassament) i el morro de Cúber. El barranc de Cúber connecta el Pla de Cúber amb el Clot d'Almedrà, però sols rep aquest nom fins al pas del Forrellat, a partir del qual és denominat torrent d'Almedrà.
D'altra banda, entre Almallutx i les Cases Velles dels Tossals es troba l'indret del Prat de Cúber, anomenat simplement el Prat. És situat a la confluència entre el Comellar del Prat i el Comellar del Bufador, entorn de la font del Prat.

## Toponímia
Es Sestadors, s'Après, es Corrals Grossos, es Corrals des Porcs, Camí de Lluc, Camí de l'Ofre, sa Tanca d'Enmig, sa Tanqueta, na Franquesa, camí d'Orient, es Molinet, s'Alzina, s'Hort, es Pas de na Perota, es Galliner, sa Font de ses Cases.